# Merenra I
Merenra Nemtyemsaf, o Merenra I fue el cuarto faraón de la dinastía VI de Egipto, de c. 2287 a 2278 a. C.. 
Su nombre teóforo refiere a Nemty "El Caminante" (antes se leía erróneamente como Antyemsaf). 
Denominado Merenra en la Lista Real de Abidos y en la Lista Real de Saqqara. El Canon de Turín consigna 40 años de reinado. Manetón comenta, según Sexto Julio Africano, que Metusufis reinó siete años.

## Biografía
Era hijo de Meryra Pepy y Anjnesmerira I; se casó con Anjnesmerira II (la hermana de su madre) y tuvo por hijo a Pepy II. Posiblemente Merenra Nemtyemsaf pudo haber ejercido como corregente con su padre antes de gobernar por derecho propio aunque no puede ser confirmado. 
Inició un proceso de consolidación de la monarquía designando a  Uni como primer gobernador del Alto Egipto y ampliando el poder de varios gobernadores. Compartió con su padre la fascinación por Kush y continuó explorando la región con gran interés. 
Se pensaba que habría muerto joven pero recientes descubrimientos arqueológicos desmienten esta teoría. Dos objetos de su época muestran que su reinado duró más de una década. Su décimo año, después del quinto censo (si son bianuales), está refrendado en una inscripción de la cantera de Hatnub (Inscripción n.º 6, según Anthony Spalinger). El documento recientemente publicado de la Piedra del sur de Saqqara, con anales del reinado de Pepy II, ratifica un reinado mínimo de once a trece años.

## Testimonios de su época

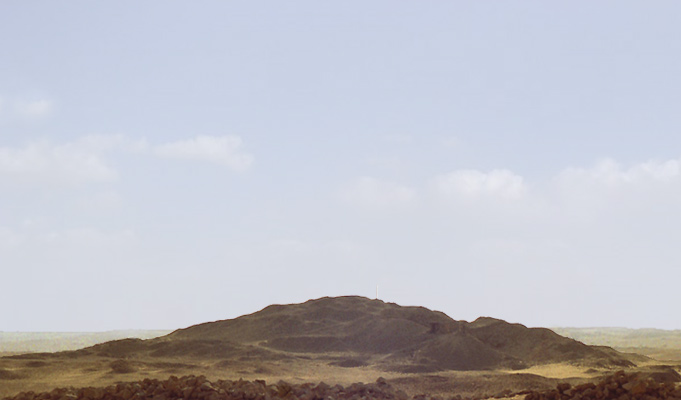
Pirámide de Merenra I

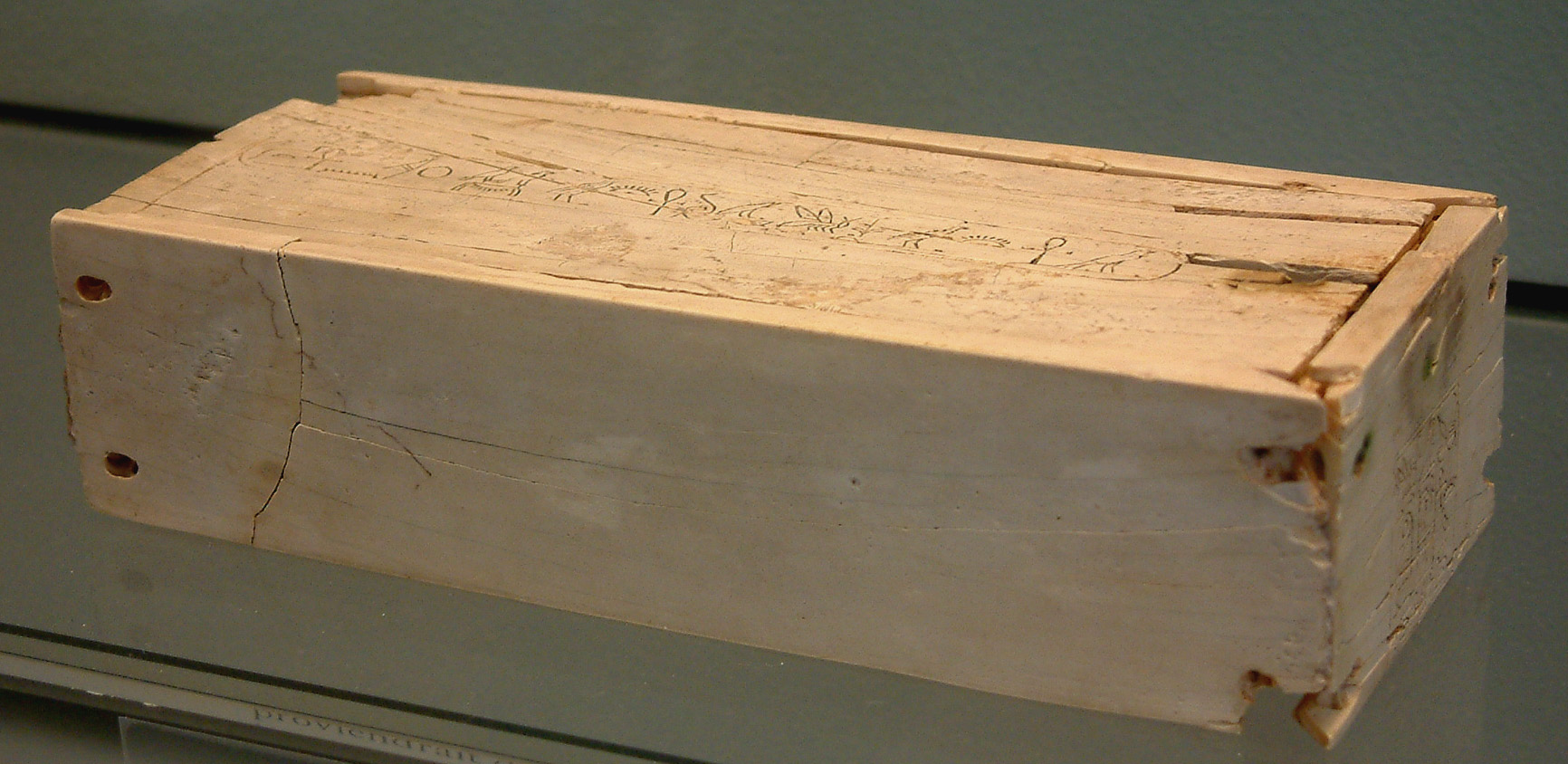
Caja en marfil de Merenra I. Louvre.

Ordenó construir el complejo de su pirámide, en Saqqara sur, el lugar de su enterramiento. Dentro del sarcófago Maspero halló en 1881 un cofre de granito rojo para los vasos canopes y la momia del rey, golpeada y desvalijada por los ladrones de tumbas antiguos, que le arrancaron la mandíbula inferior. El arqueólogo creyó que se trataría de un enterramiento intruso posterior, pero la técnica de embalsamamiento coincide con la utilizada durante la VI dinastía. Se trataría pues de la momia real más antigua conservada (de las de Zoser y Pepi I se hallaron fragmentos).
Objetos de la época del rey:
- Una estatua de cobre en Hieracómpolis (Quibell/Green)
- Pequeña esfinge (National Museum of Scotland)
- Recipiente de calcita con la forma de una mona con su hijo (MMNY)
- Caja de marfil de hipopótamo (Louvre)

Inscripciones del rey:
- Decretos del rey junto a al templo de la pirámide de Menkaura (Sethe)
- En una roca cerca de Asuán (Sethe)
- En Hatnub (Sethe)

Menciones del rey en las tumbas de sus cortesanos:
- En las tumbas de Ueni en Abidos, Dyau en Abidos, Herjuef en Elefantina, Ibi en Deir el-Gabrawi, y Qar en Edfu (Sethe)

## Titulatura
| Titulatura | Jeroglífico | Transliteración (transcripción) - traducción - (referencias) |

| G5 |

| G5 |

| S34 | N28 | G43 |

| S34 | N28 | G43 |

| S34 | N28 | G43 |

| S34 | N28 | G43 |

| G5 |

| G5 |

| S34 | N28 | G43 |

| S34 | N28 | G43 |

| S34 | N28 | G43 |

| S34 | N28 | G43 |

| G16 |

| G16 |

| S34 | N28 | G43 |

| S34 | N28 | G43 |

| G16 |

| G16 |

| S34 | N28 | G43 |

| S34 | N28 | G43 |

| G8 |

| G8 |

| \| \| | G5 · G5 · S12 |
|       |               |

|  |

| \| \| | G5 · G5 · S12 |
|       |               |

|  |

| G8 |

| G8 |

| \| \| | G5 · G5 · S12 |
|       |               |

|  |

| \| \| | G5 · G5 · S12 |
|       |               |

|  |

| ra | mr | r · n |

| ra | mr | r · n |

| ra | mr | r · n |

| ra | mr | r · n |

| ra | mr | r · n |

| ra | mr | r · n |

| ra | mr | r · n |

| ra | mr | r · n |

| ra | mr | r · n |

| ra | mr | r · n |

| ra | mr | r · n |

| ra | mr | r · n |

| ra | mr | r · n |

| ra | mr | r · n |

| ra | mr | r · n |

| ra | mr | r · n |

| G7A | m | V18 | f |

| G7A | m | V18 | f |

| G7A | m | V18 | f |

| G7A | m | V18 | f |

| G7A | m | V18 | f |

| G7A | m | V18 | f |

| G7A | m | V18 | f |

| G7A | m | V18 | f |

| G7A | m | V18 | f |

| G7A | m | V18 | f |

| G7A | m | V18 | f |

| G7A | m | V18 | f |

| G7A | m | V18 | f |

| G7A | m | V18 | f |

| G7A | m | V18 | f |

| G7A | m | V18 | f |